# Juniper - Un bicchiere di gin
Juniper - Un bicchiere di gin (Juniper) è un film del 2021 diretto da Matthew J. Saville, al debutto dietro la macchina da presa.

## Trama
Nuova Zelanda, anni Novanta: Sam, orfano di madre, vive in un pensionato dove il padre Robert lo ha messo dopo il decesso della moglie. Adolescente scontroso e in crisi esistenziale, reagisce molto male quando scopre che durante le vacanze dovrà occuparsi della nonna paterna Ruth, che non ha mai visto, in quanto Robert deve recarsi in Inghilterra per lavoro. L'anziana Ruth è appena giunta dall'Inghilterra, ed è costretta su una sedia a rotelle. A coadiuvare Sam rimane solo l'infermiera Sarah.
Gli inizi sono molto difficili, perché la bisbetica, irruente e capricciosa Ruth, fortemente dipendente dal gin, trova ogni pretesto per farsi servire e maltrattare i due che la accudiscono. Lo spirito verace e ribelle di nonna e nipote, però, determina un progressivo avvicinamento. Cominciano a parlare, a bere insieme, e lui la porta a fare giri in macchina nella campagna circostante. Nonostante la proibizione paterna, inoltre, Ruth invita il ragazzo a organizzare una festa a base di superalcolici con i suoi amici.
A costoro, infatti, Ruth promette tutto l'alcol che vogliono, se in cambio le sistemeranno il giardino. I giovani sono divertiti dai comportamenti della signora, così giovanile e anticonformista nei modi. Durante una scampagnata l'anziana donna, ex fotografa al fronte, mostra loro anche come tirare con il fucile. Al party balla tra le braccia del nipote in mezzo a ragazzi e ragazze, ma il mattino seguente viene trovata senza sensi e portata in ospedale. Tornato Robert dall'Inghilterra, Ruth rivela a Sam che una malattia incurabile le lascia poco tempo, e di non averglielo rivelato subito nel timore che lui non le avrebbe mai nemmeno parlato.
Sentendosi tradito e comprendendo che la morte lo priverà nuovamente di una persona cara, Sam si chiude in se stesso, fino a farsi espellere dal pensionato in seguito a una scenata violenta. La famiglia stabilisce che Ruth passerà gli ultimi giorni a casa: Sam si riconcilia con la nonna, da cui ha avuto la scossa per entrare nell'età adulta, e con il padre, a cui aveva sempre rinfacciato il precoce abbandono. Prima di morire, Ruth viene portata a contemplare l'alba, come aveva sempre desiderato.

## Distribuzione
Juniper è stato proiettato per la prima volta nelle sale neozelandesi il 28 ottobre 2021, distribuito da Transmission Films.